# A Ram Sam Sam
A Ram Sam Sam (auch A rum sum sum) ist ein marokkanisches Kinderlied und Spiel, das weltweit sehr populär ist. In anderen Varianten wird „Aram“ statt „A Ram“ oder „Zam Zam“ statt „Sam Sam“ verwendet. Es wird meist im Kreis als Bewegungslied gesungen.

## Text mit Erklärung
Der Songtext lautet z. B.:
A ram sam sam, a ram sam sam
Guli guli guli guli guli ram sam sam
A ram sam sam, a ram sam sam
Guli guli guli guli guli ram sam sam
A rafiq, a rafiq
Guli guli guli guli guli ram sam sam
A rafiq, a rafiq
Guli guli guli guli guli ram sam sam
Das Lied ist ein arabisches Lied, das im marokkanischen Dialekt gesungen wird. Die Phrase „ram sam sam“ hat keine erkennbare Bedeutung, andere Wörter im Lied können wie folgt übersetzt werden:
Guli guli guli: sag’s mir, sag’s mir, sag’s mir
A rafiq: ein Freund, ein Begleiter
Wenn dieses Lied nicht als Spiel gespielt wird, kann es auch als Kanon gesungen werden. Normalerweise wird das Lied als Spiel in einer Kindergruppe gesungen und dabei können bestimmte Bewegungen gemacht werden:
- A ram sam sam – Fäuste/Hände rechts über links, dann links über rechts (alternativ: Hände auf die Oberschenkel klopfen)
- Guli guli – zieh die Hände auseinander und tue so, als ob sie klebrig wären (alternativ: Hände umeinander rollen)
- A rafiq – dreht die Zeigefinger auf beiden Seiten des Kopfes (als ob jemand verrückt wäre), zum Schluss zeigen die Finger nach oben (alternativ: Hände nach oben strecken)

## Aufnahmen
- Die englische Band The Spinners hat 1964 auf ihrem Album Folk at the Phil, eine Version des Liedes veröffentlicht mit dem Titel „Aram Sa-sa“.[4]
- Das Lied ist Teil des 2010 von Simone Sommerland, Karsten Glück und die Kita-Frösche veröffentlichten Kinderlieder-Albums Die 30 besten Spiel- und Bewegungslieder. Das Album ist als Audio- und Videofassung erhältlich und zählt mit 500 Chartwochen in den deutschen Albumcharts und fünf Platin-Schallplatten zu den kommerziell erfolgreichsten Albumveröffentlichungen im deutschsprachigen Raum.[5]
- Der deutsche Rapper Salim Montari veröffentlichte 2022 zusammen mit dem Produzentenduo The Ironix eine Rapversion des Songs mit verändertem Text unter dem Titel AramSamSam. Diese erreichte Platz 70 der deutschen Singlecharts.
- Die deutsche Sängerin Helene Fischer veröffentlichte 2024 ein Album mit Kinderliedern, auf dem auch  Aramsamsam enthalten ist.[6]

## Rezeption
Das Lied ist Teil des Kinderlieder-Standardrepertoires und wird oft als wertvolle Bereicherung im Sinne kultureller Vielfalt gesehen, da es durch seine marokkanische Herkunft eines der wenigen Lieder des Kinderlieder-Standardrepertoires sei, das aus dem „globalen Süden“ stamme.
Andererseits wurde das Lied seit Anfang der 2020er Jahre vereinzelt als rassistisch bezeichnet, und dabei mit Kinderliedern wie Drei Chinesen mit dem Kontrabass und Zehn kleine Negerlein verglichen. Kritik wird dabei insbesondere an einer manchmal in der Choreographie verwendeten Geste des Fallens bei dem Wort  Arafiq geäußert, die an ein rituelles Gebets im Islam erinnere. (Salāt). 
Außerdem stelle der spielerisch-lautmalerische Text „die arabische Sprache als ein wirres Durcheinander von Lauten dar, und die arabische Sprache [werde] dadurch von nicht arabisch-sprachigen Menschen abgewertet.“ Eine „Nachahmung einer Sprache oder Phantasieren über eine fremde Kultur“ sei nur in Zeiten nachvollziehbar, in denen es noch wenig direkten Austausch gab, meint Musikethnologe Nepomuk Riva.